# Георги Аргилашки
Георги Аргилашки (роден на 13 юни 1991 г. в Пловдив) е български футболист, вратар. Играе за Добруджа (Добрич)

## Кариера
Аргилашки започва да играе футбол като дете и юноша в пловдивския „Марица“. За юношеския национален отбор по футбол на България има изиграни 3 мача. Преди да отиде в Лудогорец играе във ФК Раковски и през 2011 г. един полусезон в Брестник.

### Лудогорец
Дебютира за Лудогорец в А ПФГ на 31 май 2015 г. в срещата Лудогорец-Берое 1-1 .

## Успехи

### Лудогорец
- Шампион на A ПФГ: 2011-12, 2013-14, 2014-15, 2015-2016
- Носител на купата на България: 2011-12, 2013-14
- Носител на суперкупата на България: 2012, 2014